# Wapen van Leidschendam

Het wapen van Leidschendam

Het wapen van Leidschendam werd op 14 november 1938 bij Koninklijk Besluit aan de Zuid-Hollandse gemeente Leidschendam toegekend. Deze gemeente was in 1938 ontstaan door samenvoeging van Veur en Stompwijk. Op 1 januari 2002 is de gemeente samen met Voorburg opgegaan in de gemeente Leidschendam-Voorburg, waardoor het wapen niet langer officieel gebruikt wordt. De blauwe golflijn en een wassenaar uit het wapen zijn teruggekomen op het Wapen van Leidschendam-Voorburg.

## Blazoenering
De blazoenering van het wapen van Leidschendam luidt als volgt:
In zilver een golvende dwarsbalk van azuur, beladen over zijne hoogte met een verkorten paal van goud, de paal beladen met 2 schuingekruiste sleutels van keel; boven den balk een wassenaar van sabel en daaronder een hertekop van keel. Het schild gedekt met een gouden kroon van 3 bladeren en 2 paarlen.
De heraldische kleuren in het wapen zijn zilver (wit), azuur (blauw), goud (geel), keel (rood) en sabel (zwart). Het schild is gedekt met een gravenkroon.

## Geschiedenis
Het is een zogenaamd sprekend wapen: de dwarsbalk stelt de Vliet voor, waarin een dam ligt met daarop de sleutels uit het wapen van Leiden. Deze gemeente hief tol op de dam op het punt waar nu Leidschendam ligt.
Aan weerszijden van de Vliet liggen de voormalige gemeenten Veur en Stompwijk, voorgesteld door een wassenaar uit het wapen van Veur en een hertenkop als verwijzing naar het wapen van Stompwijk.

## Verwante wapens

Het wapen van Veur
Het wapen van Stompwijk
Het wapen van Leidschendam-Voorburg
Het wapen van Leiden